# سالا کونزیلینا
سالا کونزیلینا (به ایتالیایی: Sala Consilina) یک کومونه در ایتالیا است که در استان سالرنو واقع شده‌است. سالا کونزیلینا ۵۹ کیلومتر مربع مساحت و ۱۲٬۲۵۸ نفر جمعیت دارد و ۶۱۴ متر بالاتر از سطح دریا واقع شده‌است.

## نگارخانه

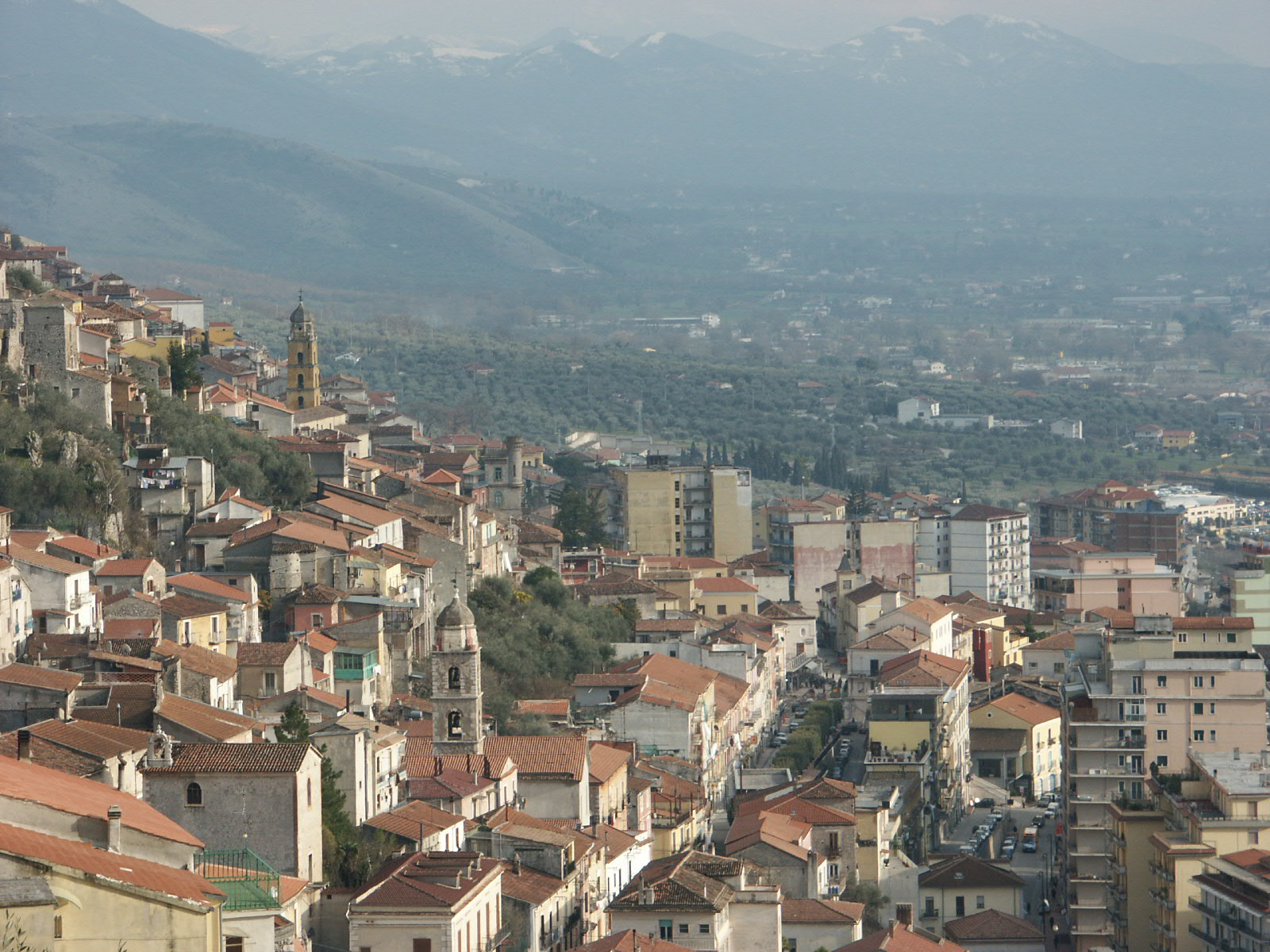
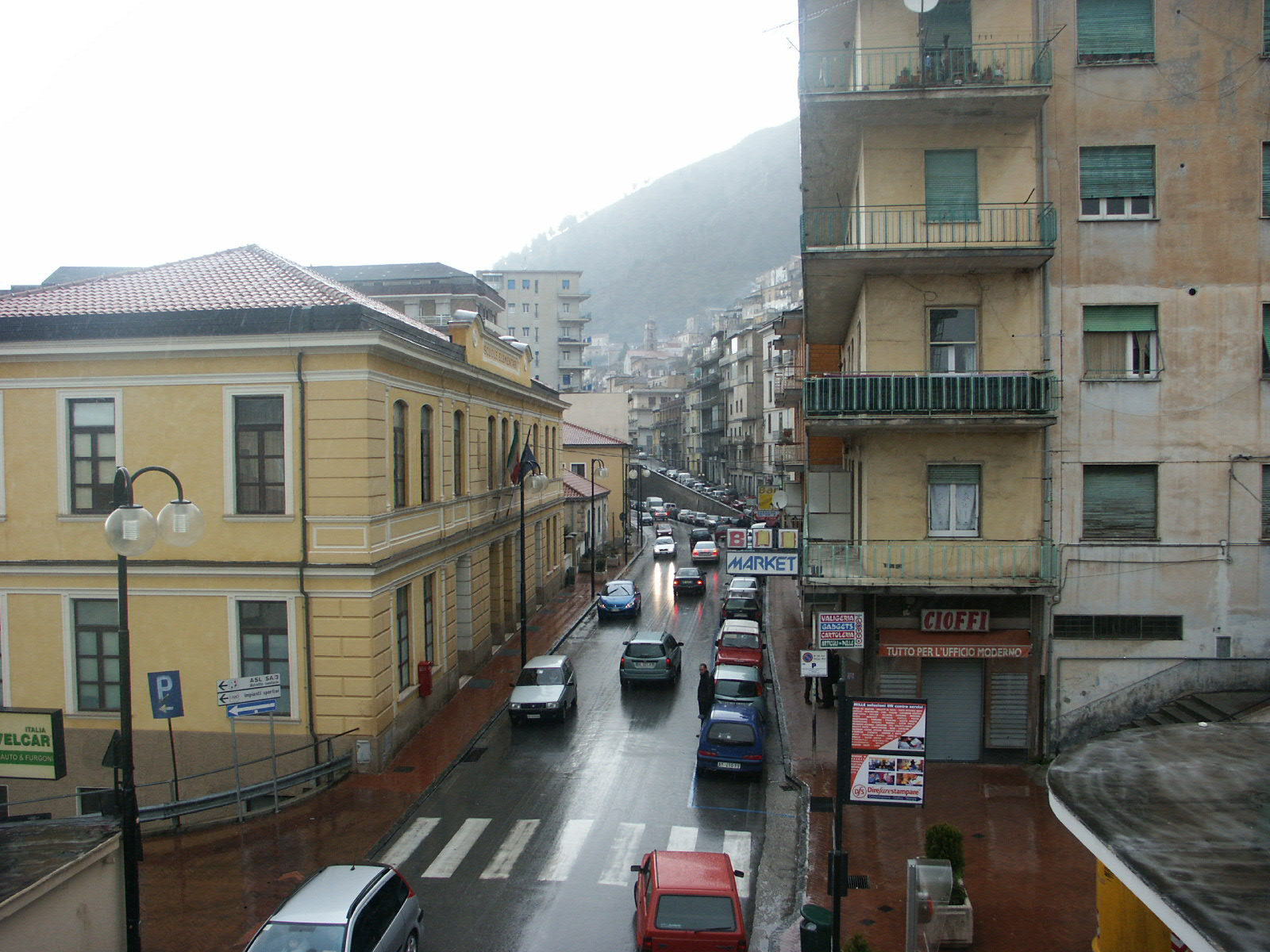